# 佐野妙
佐野 妙（さの たえ、1975年3月24日 - ）は、日本の漫画家。愛知県豊橋市出身、在住。
ペンネームの由来は、かつてハンドルネームにしていた「妙」に結婚後の姓である佐野をつけたもの。

## 来歴
2006年、芳文社『まんがタイムファミリー』9月号誌上にて「あなたとふたり」がゲストとして掲載され、4コマ漫画家としてデビュー。その後同誌にて2006年10月号より2007年5月号まで「ふんわりシスターズ」がゲスト扱いとして掲載、後に「Smileすいーつ」と改題して『まんがタイムファミリー』2007年6月号より2010年5月号まで連載。同年竹書房『まんがライフMOMO』10月号より「森田さんは無口」の連載を開始。同作品はテレビ埼玉およびKBS京都にて、2011年7月よりアニメ化。
2010年4月、竹書房より自身初となる作品名を表した再録4コマ誌『まんがライフセレクション 森田さんは無口増刊号』が発売された。以後、『まんがライフセレクション』においては年に1回程度のペースで、佐野作品を中心に据えた号が刊行されている。
漫画連載以外では、朝日小学生新聞に掲載の牧野節子による児童小説の挿絵や、豊鉄バスの『パトバス』の車体デザインのように地元トヨハシ関連の活動も行っている。

## 作品リスト

### 連載中
だもんで豊橋が好きって言っとるじゃん!
- 『まんがライフ』（竹書房、2019年1月号 - 2022年9月号）
- 『まんがライフオリジナル』（竹書房、2022年9月号 - ）

### 連載終了作品
ふんわりシスターズ→Smileすいーつ
- 『まんがタイムファミリー』（芳文社、2006年10月号 - 2007年5月号まで「ふんわりシスターズ」、以後「Smileすいーつ」に改題し、2010年5月号まで連載）
- 『まんがタイム』（芳文社、2007年6、8、10、12月号ゲスト、2008年2月号からは隔月連載扱い。なお、2008年10月号から2009年5月号まで連続掲載。以降は再び2010年3月号まで隔月連載）
- 『まんがタイムスペシャル』（芳文社、2007年10月号ゲスト、2008年12月号ゲスト）

単行本 まんがタイムコミックスより全3巻（未収録話多数）
森田さんは無口（いずれも竹書房発行）
- 『まんがライフ』（2007年3月号、11月号ゲスト、2009年1月号ゲスト）
- 『まんがライフMOMO』（2007年7月号ゲスト・10月号 - 2019年1月号）
- 『まんがくらぶ』（2007年12月号ゲスト、2009年3月号 - 2010年2月号・2010年6月号 - ）
- 『まんがライフセレクション』（2008年5月7日発売（6月7日増刊）おーはしるいスペシャル）
- 『まんがライフセレクション』（2010年4月19日発売（まんがライフオリジナル2010年6月増刊号））
- 『まんがライフSTORIA』（Vol.1（2013年） - ）
- 『まんがライフオリジナル』（2019年2月号 - 2022年8月号）
- 『まんがライフWIN』

単行本 バンブーコミックスより全22巻が発行。
小悪魔さん
- 『まんがタイムファミリー』（芳文社、2010年7月号 - 9月号ゲストの「小悪魔いもうと」を改題、2010年10月号 - 2011年10月号）

2010年3月号より「小悪魔いもうと」として目次ページの4コマ漫画が開始、2011年3月号まで連載。単行本には「目次の小悪魔さん」の題名で収録。
単行本 まんがタイムコミックスより単巻
わかば先輩未満
- 『まんがタイム』（芳文社、2010年9月号 - 2013年3月号）

単行本 まんがタイムコミックスより全2巻
おしのび
- 『まんがライフWIN』（ゲストシリーズ）※公開終了

しましま日誌
- 『まんがタウン』（双葉社、2010年10月号 - 2013年8月号）

単行本 アクションコミックスまんがタウンより全2巻
村ドル
- 『まんがタイムファミリー』（芳文社、2011年12月号 - 2014年11月号、2014年12月号に『特別編』掲載）

単行本 まんがタイムコミックスより全2巻
うしろのカノジョ
- 主任がゆく!スペシャル（ぶんか社、VOL.49（2012年3月21日発売（みこすり半劇場2012年4月21日号増刊）） - 51、56 - 58ゲストを経てVOL.62（2013年4月19日発売（みこすり半劇場2013年5月21日号増刊）） - VOL.86（2015年4月21日発売（本当にあった笑える話Pinky2015年6月増刊号）

単行本 ぶんか社コミックスより全2巻。
ウリとツメ
- 『まんがライフ』（竹書房、2012年12月号ゲスト、2013年3月号 - 2017年3月号）

単行本 バンブーコミックスより全3巻。
ちょい能力少女あゆむ
- 『まんがタウン』（双葉社、2014年1月号 - 2016年6月号）

単行本 アクションコミックスまんがタウンより全2巻。
ひなたの総務メイト
- 『まんがタウン』（双葉社、2017年7月号 - 2018年8月号）

単行本 アクションコミックスまんがタウンより全2巻。
ゆえちゃんのメイドさん
- 主任がゆく!スペシャル（ぶんか社、VOL.87（2015年5月21日発売（本当にあった笑える話Pinky2015年7月増刊号） - ）単行本化に際してゆえちゃんは今日も遊びたいに改題

単行本 ぶんか社コミックスより全2巻。
大神先生は鼻がキく
- 『まんがライフ』（竹書房、2017年7月号 - ）

単行本 バンブーコミックスより全1巻。
荒澤さんのイマジナリーフレンド
- 『まんがタウン』（双葉社、2018年10月号 - ）

単行本 アクションコミックスまんがタウンより全1巻。
私たち同じ人を好きになりました
- 『まんがタウン』（双葉社、2020年1月号 - 2021年1月号）

淑女の笑顔は崩れません
- 『まんがタウン』（双葉社、2021年4月号 - 2022年5月号）

若奥様は侵略中
- 『主任がゆく!スペシャル』（ぶんか社、VOL.131 - 168）

理想のおとなりさん
- 『主任がゆく!スペシャル』（ぶんか社、VOL.170 - VOL.194）

ホントはダシたい山車さん
- 『月刊まんがタウン』（双葉社、2023年3月号 - 2024年1月号）

### 読切・短期連載作品
あなたとふたり
- 『まんがタイムファミリー』（2006年9月号ゲスト。作者のデビュー作）

ゆるめいつトリビュート
- 『まんがライフセレクション』（2009年3月25日発売（5月増刊）ゆるめいつスペシャル）

三河に嫁ぐことになりました
- 『漫画サンデー』（実業之日本社、2012年9月18日号）

オフィスの委員長ちゃん
- 『まんがタイムスペシャル』（2014年7月号 - 8月号ゲスト）

大神主任はハナがきく
- 『まんがタイムスペシャル』（2015年2月号ゲスト）

### アンソロジー
ムダヅモ無き第二次改革（竹書房）
- 大和田秀樹の漫画作品『ムダヅモ無き改革』のアンソロジーコミックに寄稿。
- 2010年12月21日発行 ISBN 978-4-8124-7485-3

リコーダーとランドセル オフィシャルアンソロジー（竹書房）
- 東屋めめの漫画作品『リコーダーとランドセル』のアンソロジーコミックに寄稿。
- 2012年8月10日発売 コミックマーケット82限定

愛知県出身・在住マンガ家による名古屋ナニコレ百景（実業之日本社）
- 『漫画サンデー』の雑誌内アンソロジー企画『マンサン・プレミアム』による名古屋の文化特集に寄稿。
- 2012年9月4日発売

部活女子アンソロジー ほうかご!（新書館）
- 部活に励む女子たちを描いたアンソロジーに寄稿。
- 2012年10月30日発売 ISBN 978-4-4036-7126-5

COMIC MARKET 86 EDITION！ あいまいみーオフィシャルアンソロジーコミック（竹書房）
- ちょぼらうにょぽみの漫画作品『あいまいみー』のアンソロジーコミックに寄稿。
- 2014年8月15日発売 コミックマーケット86 あるいは、竹書房通販サイト「4コマ屋」限定

### 漫画以外
森のメロディー
- 児童小説の挿絵：牧野節子・著、朝日小学生新聞（朝日学生新聞社、2007年1月 - 3月）

星のおもちゃ屋
- 児童小説の挿絵：牧野節子・著、朝日小学生新聞（朝日学生新聞社、2011年4月 - 6月）

### その他
- メイドインアビス 烈日の黄金郷（2022年） - 第3話のエンドカードを描く。
- 路線バス「パトバス」に警察官のイラスト提供[10]。
- 創作活動について話す[11]。
- 高校生にアドバイス[12]。
- 第40回読売新聞社杯全日本選抜競輪（2025年） - ポスターイラスト[13]